# Świątniki (powiat piotrkowski)
Świątniki – wieś w Polsce położona w województwie łódzkim, w powiecie piotrkowskim, w gminie Wolbórz.
W latach 1975–1998 miejscowość należała administracyjnie do województwa piotrkowskiego.
Zobacz też: Świątniki, Świątniki Dolne, Świątniki Górne, Świątniki Małe, Świątniki Wielkie